# ذو المظلة البهية
ذو المِظَلّة البَهية (الاسم العلمي: Scadoxus)، جنس نبات اللغة العربية وإفريقي من فصيلة نرجسية (نبات).